# Diodo Shockley

Símbolo del diodo Shockley.

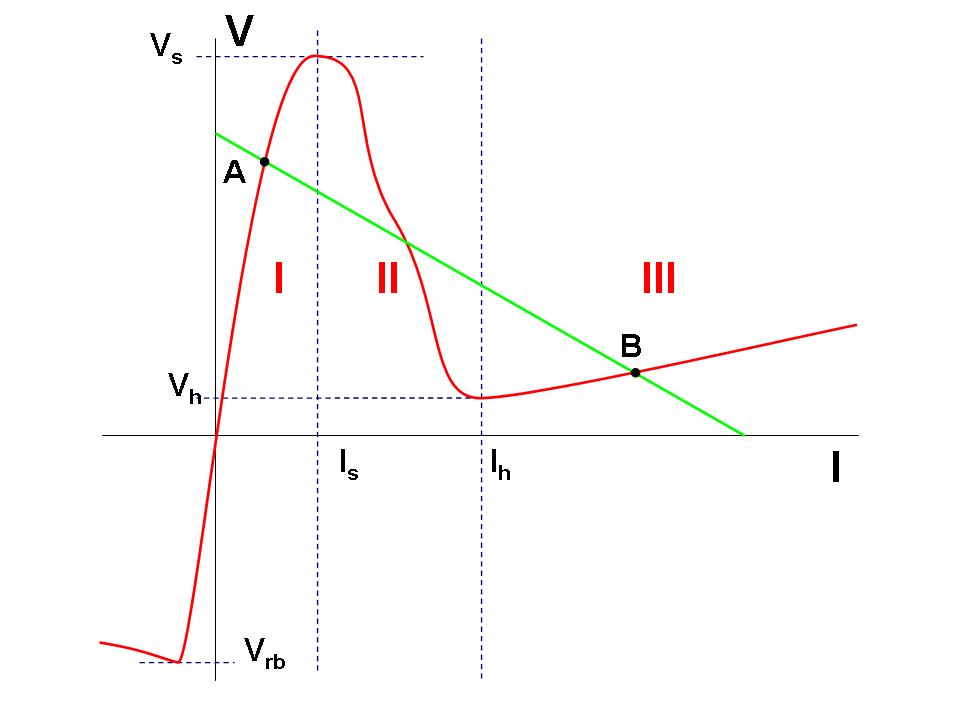
Gráfica V-I del diodo Shockley

Un diodo Shockley es un dispositivo de dos terminales que tiene dos estados estables: uno de bloqueo o de alta impedancia y otro de conducción o baja impedancia. No se debe confundir con el diodo de barrera Schottky.
Está formado por cuatro capas de semiconductor de tipo N y P, dispuestas alternadamente. Es un tipo de tiristor.
La característica Tensión-Corriente (V-I) se muestra en la figura. La región I es la región de alta impedancia, y la III, la región de baja impedancia. Para pasar del estado apagado al de conducción, se aumenta la tensión en el diodo hasta alcanzar la tensión de conmutación, denominada Vs. La impedancia del diodo desciende bruscamente, haciendo que la corriente que lo atraviesa se incremente y disminuya la tensión, hasta alcanzar un nuevo equilibrio en la región III (Punto B). Para volver al estado de apagado, se disminuye la corriente hasta la corriente de mantenimiento, denominada Ih. En ese instante el diodo aumenta su impedancia, reduciendo, todavía más la corriente, mientras aumenta la tensión en sus terminales, cruzando la región II, hasta que alcanza el nuevo equilibrio en la región I (Punto A). La tensión inversa de avalancha es denominada Vrb.
Este dispositivo fue desarrollado por el físico estadounidense William Bradford Shockley (1910-1989), tras abandonar los Laboratorios Bell y fundar Shockley Semiconductor. Fueron fabricados por Clevite-Shockley. Shockley fue uno de los descubridores del transistor, por el que obtuvo el Premio Nobel de Física en 1956. 